# 阿部真理子 (イラストレーター)
阿部 真理子（あべ まりこ、1959年 - 2010年3月29日）はイラストレーター。
福島県生まれ。大阪芸術大学デザイン学科卒業。2000年から2001年、東京イラストレーターズ・ソサエティ副理事長。

## 著作
- ぼくの屋上にカンガルーがやってきた。 （わくわくライブラリー）近藤尚子作 阿部真理子絵、講談社 1989.6
- ボクがこんなにふとった理由 阿部真理子 （作） こぐま社 1994.3
- むしゃむしゃマンモス 阿部真理子 （作） 講談社 1995.4
- 眺めたり触ったり 青山南（文） 阿部真理子絵 早川書房 1997.9
- メランコリア 池沢夏樹 （文） 阿部真理子絵 光琳社出版 1998.12
- あんなかいぶつみたことない 青山南 （文） 阿部真理子絵 BL出版 2001.2